# Richard Egan (ingénieur)
Pour les articles homonymes, voir Richard Egan (homonymie) et Egan.
Richard J. Egan (né en 1936, mort le 28 août 2009) est un ingénieur américain, homme d'affaires, puis ambassadeur des États-Unis en Irlande.
Il est connu pour avoir été cofondateur d'EMC en 1979, société spécialisée dans le stockage informatique, basée dans le Massachusetts.
Diplômé en 1962 de l'université du Nord-Est, il fait partie de l'équipe qui a développé les systèmes de mémoire pour le programme Apollo. Il fonde l'entreprise EMC en 1979 avec Roger Marino (en), et son entreprise devient la plus importante société de technologie du Massachusetts avec plus de 40 000 employés en 2009.
En 1994, il a été nommé "Master Entrepreneur of the Year.". Milliardaire, il a été 355e fortune des États-Unis en 2008 d'après le magazine Forbes.
Il s'est retiré de la direction d'EMC en 2001, pour occuper le poste d'ambassadeur en Irlande entre août 2001 et décembre 2002. Souffrant d'un cancer du poumon, il a mis fin à ses jours en août 2009,.